# Troglodytes rufulus
El cucarachero de Pantepui, chochín de Tepuy o ratona de Pantepui (Troglodytes rufulus) es una especie de ave paseriforme de la familia Troglodytidae propia del norte de América del Sur. 

## Distribución y hábitat
Vive en los bordes del bosque y matorrales de los tepuyes del surriente de Venezuela y regiones limítrofes de Guyana y Roraima, Brasil, entre los 1.000 y 2.800 m de altitud, principalmente entre 1.500 y 2.400 m s. n. m.

## Descripción
Mide entre 11,4 y 12,2 cm de longitud. El plumaje de las partes superiores es de color castaño rufo; presenta cejas color ante ocráceo y mejillas con tonos ocráceos; las alas y la cola tienen barras delgadas negruzcas; los lados y flacos son castaños a rufos y el pecho y vientre son grisáceos.